# Rodrigo de Oviedo
Rodrigo (de) Oviedo y Portal (Oviedo, 1746 - después de 1816), fue un latinista, matemático, astrónomo y traductor español del siglo XVIII.

## Biografía
De origen al parecer hidalgo (sus abuelos fueron el capitán Rodrigo de Oviedo Portal y Valdés, regidor de los concejos de Piloña y Colunga y María Antonia Argüelles, empadronados como vecinos en Cutre en 1692 y años siguientes), fue hijo de Juan de Oviedo y Catalina Muñoz Carreño y estudió gramática en Oviedo, Filosofía en Santo Domingo de Zamora y Teología en Oviedo, recibiendo en su Universidad el grado de bachiller en Artes; posteriormente obtuvo por oposición la Cátedra de rudimentos de latinidad en 1767 en el colegio jesuita de Oviedo que el mismo año quedó desierto por la expulsión. En 1771 hizo oposiciones a las cátedras del nuevo establecimiento de los Reales Estudios de San Isidro de Madrid, antiguo Colegio Imperial de los jesuitas, y entre otras sacó regulación (esto es, fue en lista) para las de Matemáticas, Retórica y Gramática, y se le confirió la de Sintaxis, como atestigua en septiembre de 1771 el Mercurio; posteriormente, en mayo de 1775, fue nombrado catedrático de Sintaxis o «de buena versión y propiedad latina».
Después fue catedrático de Matemáticas en el Observatorio de Madrid, donde fue Teniente de Ingenieros Cosmógrafos; se le debe una disertación en esta materia, Del cicloide. Pretendió varias cátedras y tuvo algunos deseos de adquirir títulos de nobleza, por lo cual solía firmar su apellido con "de". Fue autor de numerosas traducciones de autores clásicos como Cicerón, Terencio (con notas del holandés Jan Minell y otras suyas), Juvenal (con notas del inglés Thomas Farnaby y otras suyas), Esopo, Fedro y Cornelio Nepote, así como una versión del Arte de gramática latina del humanista Elio Antonio de Nebrija que vendió el 17 de julio de 1816 a la Compañía de Impresores y Libreros del Reino, cuando ya era excatedrático de los Reales Estudios, así que no pudo haber fallecido en 1807, como afirma Álvaro Ruiz de la Peña.
Entre sus obras figura una selección bilingüe anotada de las Epístolas y otra de los Discursos de Cicerón, muy reimpresas, así como versificaciones de las Fábulas de Fedro en versión bilingüe. También vertió al español las Vidas de Cornelio Nepote, dedicadas a la Real Academia Española con un discurso preliminar sobre la utilidad de traducir, y unas notas, en forma de índice, sobre los pasajes oscuros. Las Cartas de Cicerón, según una reseña del Memorial Literario de Madrid, van divididas por un acertado criterio temático-retórico en comendatorias, narratorias o numeratorias, exhortatorias, petitorias, gratulatorias o de acción de gracias, consolatorias, excusatorias y de diversos asuntos.

## Obras

### Traducciones
- Cartas de Cicerón distribuidas en sus clases, con breves argumentos, y notas en castellano por..., Madrid: en la oficina de D. Manuel Martin, 1780; Madrid, en la Imprenta de D. Benito Cano, 1792. Hubo otras ediciones (Barcelona: Ed. Imp. Brusi, 1818), pero también una que se llama cuarta edición (Barcelona: Imprenta de Valero y Martí, 1821, aliviada de notas y con una biografía de Cicerón), y otra de Barcelona: Oficina de Juan Francisco Piferrer, 1824; así como una que se dice segunda edición "corregida y aumentada" en Gerona, por Antonio Oliva Impresor de S. M., 1834, y otra que se dice tercera (Barcelona: Juan Francisco Piferrer, 1840).
- Fábulas de Phedro, liberto de Augusto, traducidas al castellano en verso y prosa, con el texto latino al lado..., Madrid, 1793, 2 vols.
- Oraciones Escogidas de M. T. Cicerón en latín y castellano, Madrid: Antonio de Sancha, 1789, 2 vols.; también Barcelona: Imp. de Sastres, 1808, 2 vols.; Barcelona: Imp. de Sierra y Martí, 1829; París: Librería de Rosa, 1836 y París: Libr. de Rosa y Bouret, 1854.
- Vidas de los varones ilustres que escribió en latín Cornelio Nepote traducidas en nuestro idioma... según la edición de Ámsterdam de 1706, Madrid: en la Imprenta de Pedro Marin, 1774; segunda edición en Madrid, por Marín, 1785, con algunas notas más; Madrid: imprenta de Ramón Ruiz, 1795, (3.ª ed. "corregida y mejorada")
- Sex. P. Terentii Afri Comoediae, Matriti: apud Antonium de Sancha, Tipographorum, ac Bibliopolarum Regiae Societatis sumptibus, 1775.
- Arte de gramática latina de Antonio de Nebrija, con la traducción al castellano en prosa y verso de las reglas de los géneros de los nombres, pretéritos y supinos de los verbos, 1817.